# Journal für Psychologie
Das Journal für Psychologie (JfP) ist eine seit 1992 erscheinende wissenschaftliche Zeitschrift mit den Themenschwerpunkten Psychologie und psychologische Praxis. Seit 2007 ist sie im Open Access verfügbar. Seit 2017 erscheint die Zeitschrift zudem zusätzlich auch wieder in Form einer gedruckten Ausgabe.

## Ziele des JfP
Das JfP möchte ein sozial-, kultur- und geisteswissenschaftliches Gegengewicht zu jenen Strömungen der Psychologie bilden, welche weitgehend an naturwissenschaftlichen Denkmodellen und Forschungsmethoden orientiert sind. Ziel ist es, ein diskursives, kritisches und reflexives Wissenschaftsverständnis der Psychologie weiterzuentwickeln, eine problemgerechte und gesellschaftlich verantwortliche Forschung und Praxis zu unterstützen und eine Erneuerung der geistes-, kultur- und sozialwissenschaftlichen Orientierung der Psychologie zu ermöglichen.
Das Journal für Psychologie wird seit 2007 als Open Access Zeitschrift betrieben, in der alle Beiträge als Volltexte frei zugänglich sind. Seit 2017 erscheinen die Ausgaben des Journal für Psychologie zusätzlich zur digitalen Open-Access-Ausgabe auch in gedruckter Form.

## Liste der aktuellen Herausgeber
- Andrea Birbaumer, Wien
- Martin Dege, Brooklyn, New York
- Hans Peter Mattes, Berlin/Wien
- Günter Mey, Berlin
- Aglaja Przyborski, Wien
- Paul Sebastian Ruppel, Berlin
- Ralph Sichler, Wien
- Anna Sieben, Bochum
- Thomas Slunecko, Wien

### Ehemalige Herausgeber
- Elisabeth Beck-Gersheim, München (1993)
- Jarg Bergold, Berlin
- Gerd Jüttemann, (1992–2010)
- Helmut Lück, (1992–2010)
- Heidi Möller (1997–2009)
- Angelika Fass, Schnackenburg (1993–1997)
- Walter Herzog, Bern (2004–2006)
- Eva Jaeggi, Berlin (1993–2006)
- Christoph Klotter, Berlin (1997–2001)
- Thomas Krauß, Schnackenburg (1993–1997)
- Irene Strasser, New York (2007–2020)
- Heiner Legewie, Berlin (1993)
- Thomas Leithäuser, Bremen (1996–2008)
- Uwe Laucken, Oldenburg (2004–2006)
- Thomas Mayer, Nürnberg (2007–2008)
- Hans-Jürgen Seel, Nürnberg
- Birgit Volmerg, Bremen (1993–2006)
- Günter Zurhorst, Berlin (1993–2008)
- Barbara Zielke, Nürnberg